# Ugia cinerea
Ugia cinerea là một loài bướm đêm trong họ Erebidae.